# Orchesella flosomi
Orchesella flosomi är en urinsektsart som beskrevs av David J. Maynard 1933. Orchesella flosomi ingår i släktet Orchesella och familjen brokhoppstjärtar. Inga underarter finns listade i Catalogue of Life.